# Oresbius ambulator
Oresbius ambulator là một loài tò vò trong họ Ichneumonidae.